# Viktória Cservenyák
Victoria Cservenyák (Budapest, 25 de mayo de 1982) es una abogada húngara, por matrimonio "Princesa de Bourbon de Parme" y miembro de la familia real neerlandesa. Es prima política del actual rey de los Países Bajos, Guillermo Alejandro.

## Biografía
Viktória Cservenyák nació el 25 de mayo de 1982 en Budapest, Hungría, siendo la hija de Dorottya Klára Bartos y Tibor Cservenyák, un jugador olímpico de polo acuático. Es nieta de la nadadora olímpica Klára Killermann y sobrina de la tenista húngara Csilla Bartos-Cserepy.

## Títulos, tratamientos y distinciones honoríficas

Monograma real de la princesa Viktória y el príncipe Jaime

### Títulos y tratamientos
- 25 de mayo de 1982 – 5 de octubre de 2013: Señorita Viktória Cservenyák[5]
- 5 de octubre de 2013 – Presente: Su Alteza Real la princesa Viktória de Bourbon de Parme[6]